# Pręgi
Pręgi é um filme de drama polonês de 2004 dirigido por Magdalena Piekorz. Foi selecionado como representante da Polônia à edição do Oscar 2005, organizada pela Academia de Artes e Ciências Cinematográficas.

## Elenco
- Michal Zebrowski - Wojciech Winkler
- Jan Frycz - Andrzej Winkler
- Agnieszka Grochowska - Tania
- Waclaw Adamczyk - Wojciech Winkler (12 anos)
- Borys Szyc - Bartosz
- Alan Andersz - Bartosz (12 anos)
- Leszek Piskorz
- Jan Peszek